# Komisja ujawniania dokumentów i ogłaszania przynależności obywateli Bułgarii do organów bezpieczeństwa państwa i służb wywiadowczych Narodowej Armii Bułgarskiej
Komisja ujawniania dokumentów i ogłaszania przynależności obywateli Bułgarii do organów bezpieczeństwa państwa i służb wywiadowczych Bułgarskiej Ludowej Armii (Комисия за разкриване на документите и за обявяване на принадлежност на български граждани към държавна сигурност и разузнавателните служби на българската народна армия, Committee on Disclosure of Documents and Announcing Affiliation of Bulgarian Citizens to the State Security and the Intelligence Services of the Bulgarian National Army – COMDOS) – powołany przez Zgromadzenie Narodowe w 2006 r. organ państwowy, który realizuje politykę Bułgarii ujawniania, ogłaszania i przechowywania dokumentów związanych z bezpieczeństwem państwa i służb wywiadowczych Bułgarskiej Ludowej Armii okresu Ludowej Republiki Bułgaria.